# Badyara
Die Sprache Badyara (badara, badian, badjara, badyaranke, bigola, gola, pajade, pajadinka; ISO 639-3 ist pbp) ist eine westatlantische Sprache, die von etwa 13.000 Menschen im Dreiländereck Guinea-Guinea-Bissau-Senegal gesprochen wird.
Sie zählt zur Sprachfamilie der Niger-Kongo-Sprachen. Mit den Sprachen Bedik [tnr], Oniyan [bsc] und Wamey [cou] in Senegal und Biafada [bif] in Guinea-Bissau bildet es die Untergruppe der Tenda-Sprachen.
Die meisten Sprecher, etwa 6.300 leben in der guineischen Region Koundara, 4.580 im Nordosten von Guinea-Bissau und nur noch 1.850 in Senegal (Stand 2006). Die Angehörigen der Volksgruppe, die diese Sprache spricht, sind bekannt als Bienenzüchter, daneben auch als Baumwollanbauer in ihren Plantagen.